# Гуардия Пиемонтезе
Гуа̀рдия Пиемонтѐзе (на италиански: Guardia Piemontese, на окситански La Gàrdia, Ла Гардия) е село и община в Южна Италия, провинция Козенца, регион Калабрия. Разположено е на 514 m надморска височина. Населението на общината е 1514 души (към 2010 г.).
В това село живее оскитанксо общество. Гуардия Пиемонтезе е единственият окситански езиков остров в Южна Италия. Окситанците са се заселили тук в XII век.